# 輦道三
天琴座θ，又名BD+37 3398，HD 180809、SAO 68065、HR 7314，是天琴座的一颗恒星，视星等为4.36，位于銀經69.9，銀緯11.86，其B1900.0坐标为赤經19h 12m 53.8s，赤緯+37° 11.86′ 20″。